# Vaux-sous-Chèvremont
Vaux-sous-Chèvremont, en való Li Vå-dzo-Tchivrimont, és un antic municipi de Bèlgica que l'1 de gener de 1977 fusionà amb Chaudfontaine. L'1 de gener de 2012 tenia 4571 habitants. Es troba al marge del riu Vesdre i enclavat entre dues línies ferroviàries: la nova línia d'alta velocitat LAV 3 Brussel·les-Lieja-Colònia, inaugurada el 2009 que travessa el poble, abans d'enfonsar-se al túnel de Soumagne i la línia 37 de la vall del Vesdre Lieja-Verviers-Aquisgrà.

## Història

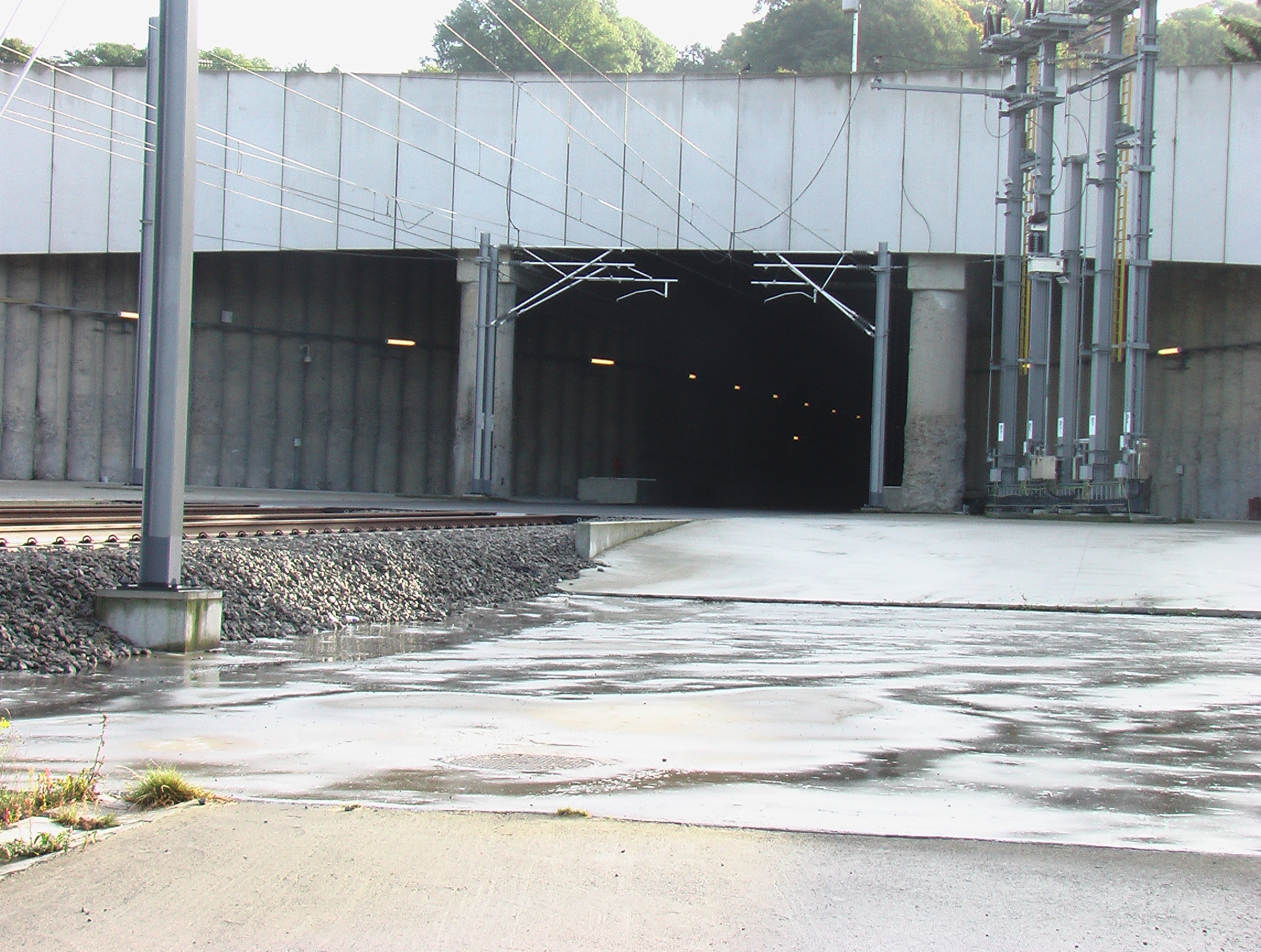
L'entrada del túnel LAV a Vaux

El nom significa «vall» en contraste amb el mont de Chèvremont que es troba al costat del poble.

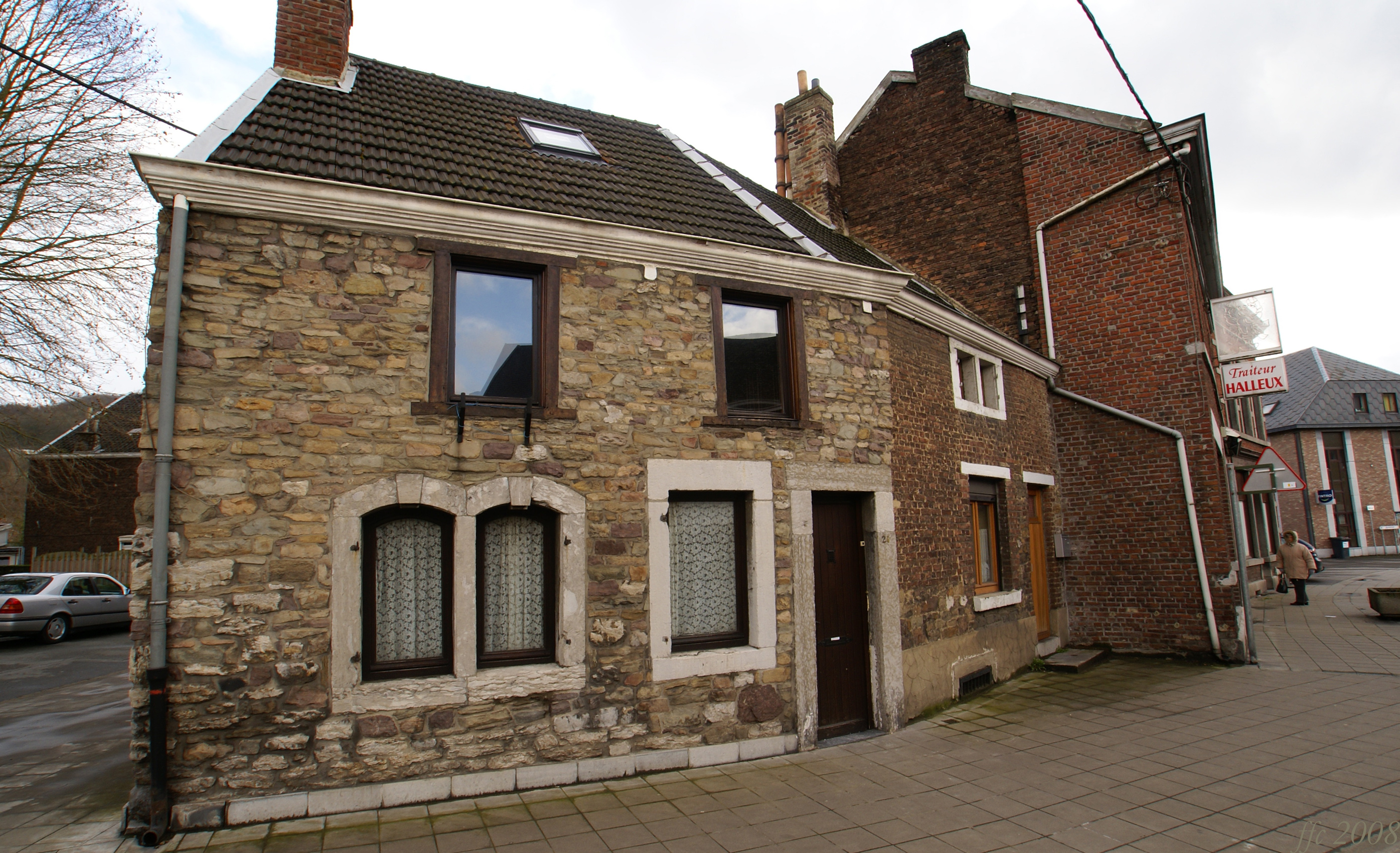
Place Théodor Foguenne

A l'edat mitjana, el territori del municipi depenia de dues jurisdiccions diferents: la procuradoria de Fléron i de l'arrendament d'Amercœur, per als afers religiosos depenia de la parròquia de Chênée. Des del segle xvii la població va créixer ràpidament quan la indústria metal·lúrgica (foneria, caldereria…) va desenvolupar-se. El poble era conegut per als seus clavetaires que van exportar arreu del món. Aquesta evolució va continuar quan des de la fi del segle xvii fins a la fi del segle XX es va extraure el carbó a les quatre hulleres del poble: Macy, Foxhalle, Fond Piquette i Basse Ransy.
A l'inici del segle xviii els pobletans van voler obtenir un oratori propi, però eren massa pobres per a poder pagar-se l'obra. La primera església va inaugurar-se el 1845 però les bombes V1 de l'exèrcit alemany que apuntaven les instal·lacions industrials, van malmetre l'edifici religiós i les cases del centre del poble.
L'1 de gener de 1977 el municipi va perdre la seva autonomia en integrar-se al municipi de Chaudfontaine.

## Economia
Al segle xvi l'empresari Joan Curtius va crear-hi les seves primeres fàbriques de pólvora, l'inici d'un imperi industrial de productes d'artilleria. Aquesta fàbrica fortificada donà el nom al carrer Les Casemates. Avui només en queda el Molí Curtius. Després del tancament de les mines de carbó, tant el poble com tota la regió va conèixer una crisi econòmica important. Encara subsisteixen diverses empreses metal·lúrgiques, de les quals la foneria Magotteaux és la més coneguda. També hi ha noves indústries, com a la famosa xocolateria Galler.

## Monuments i curiositats
- El passeig al Vesdre
- Els molins d'Hauster
- El Molí Curtius

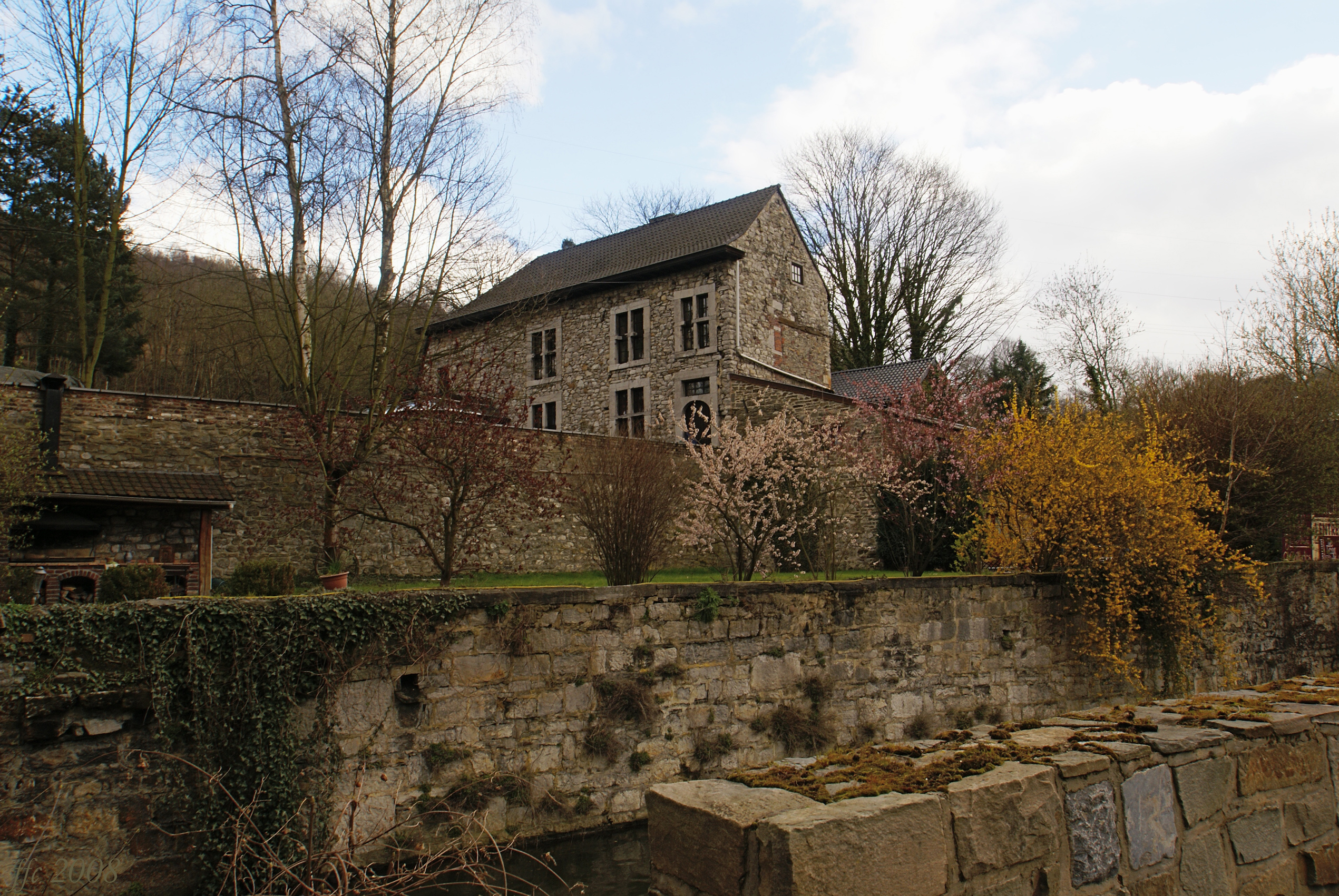
Hauster
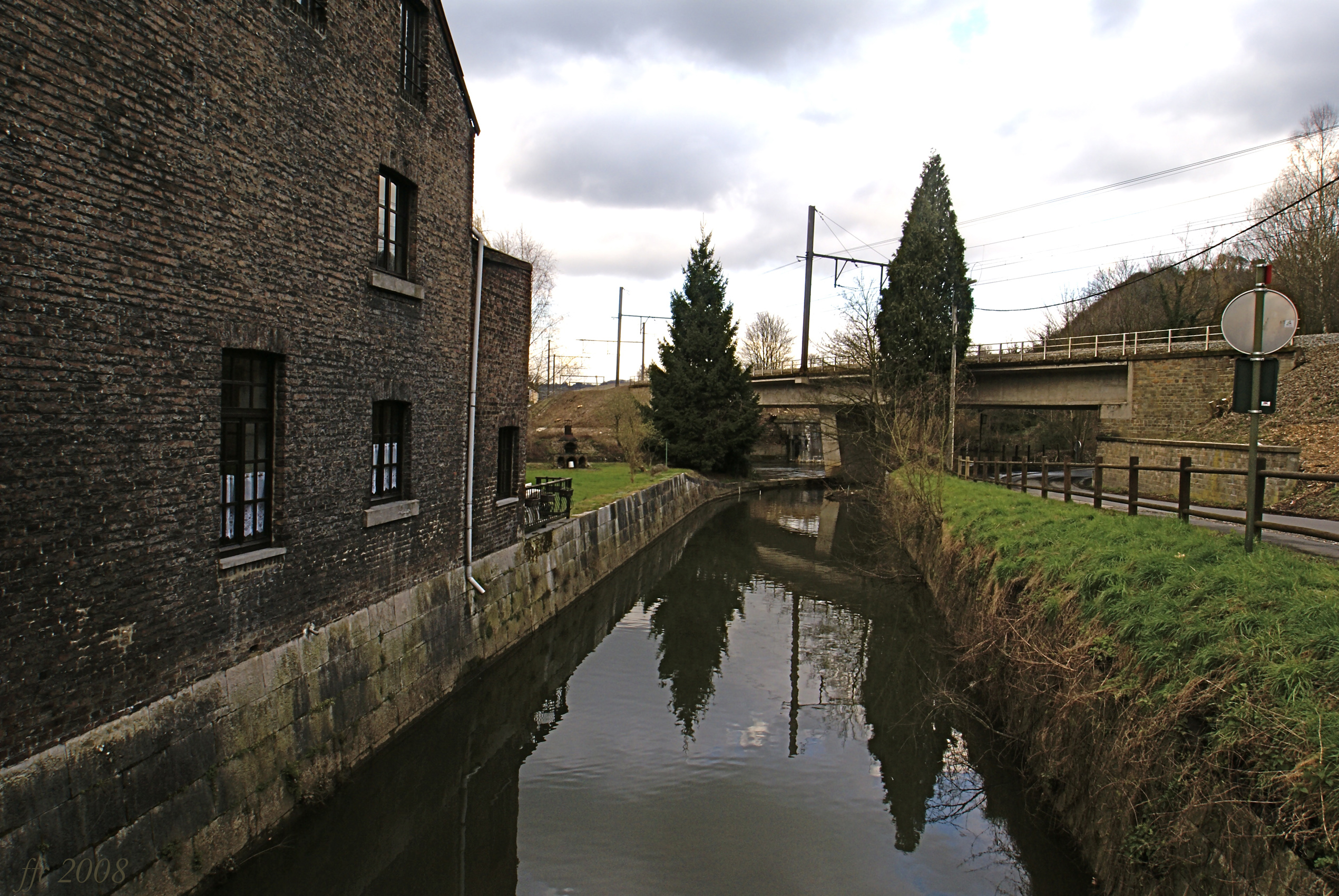
El rec d'Hauster
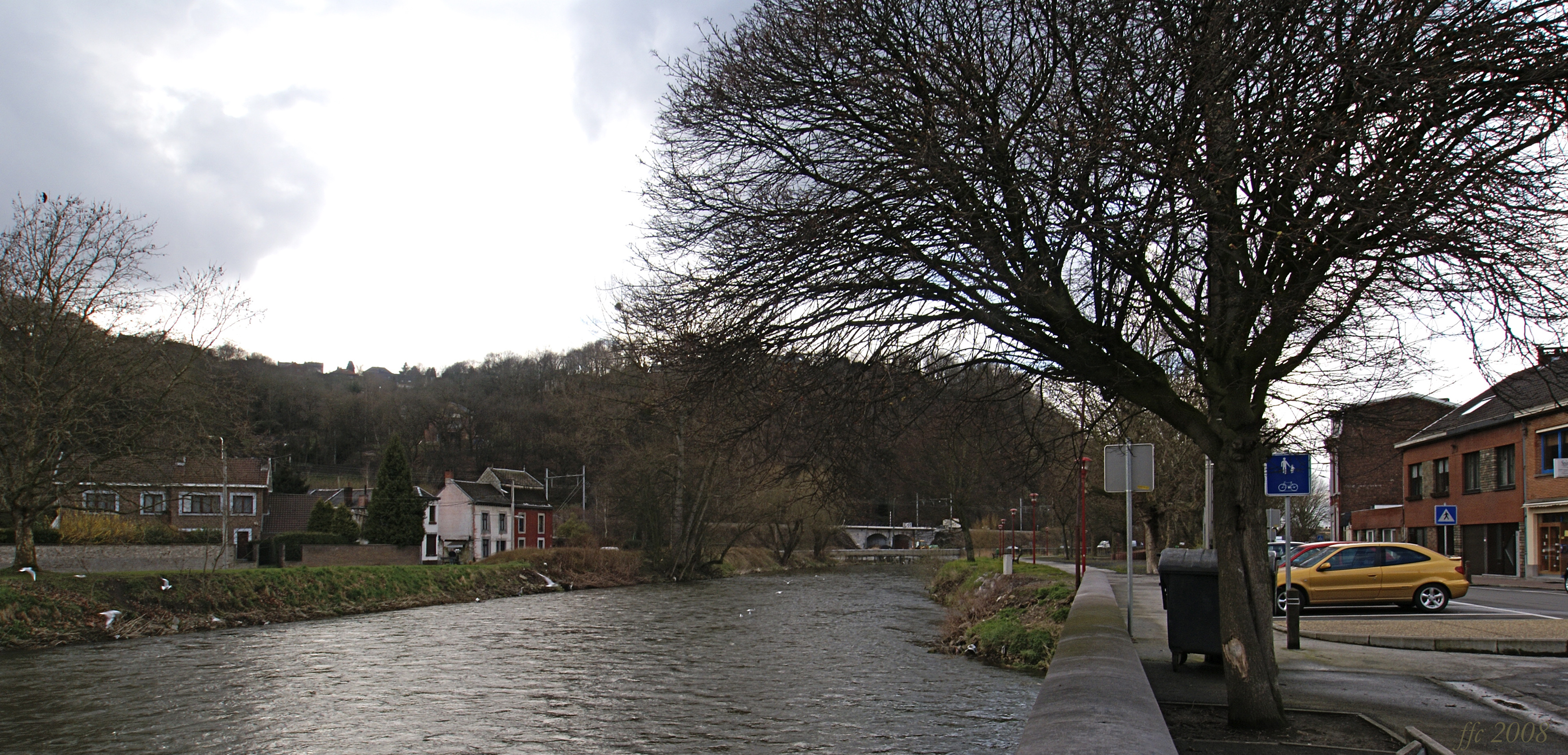
El Vesdre al centre de Vaux
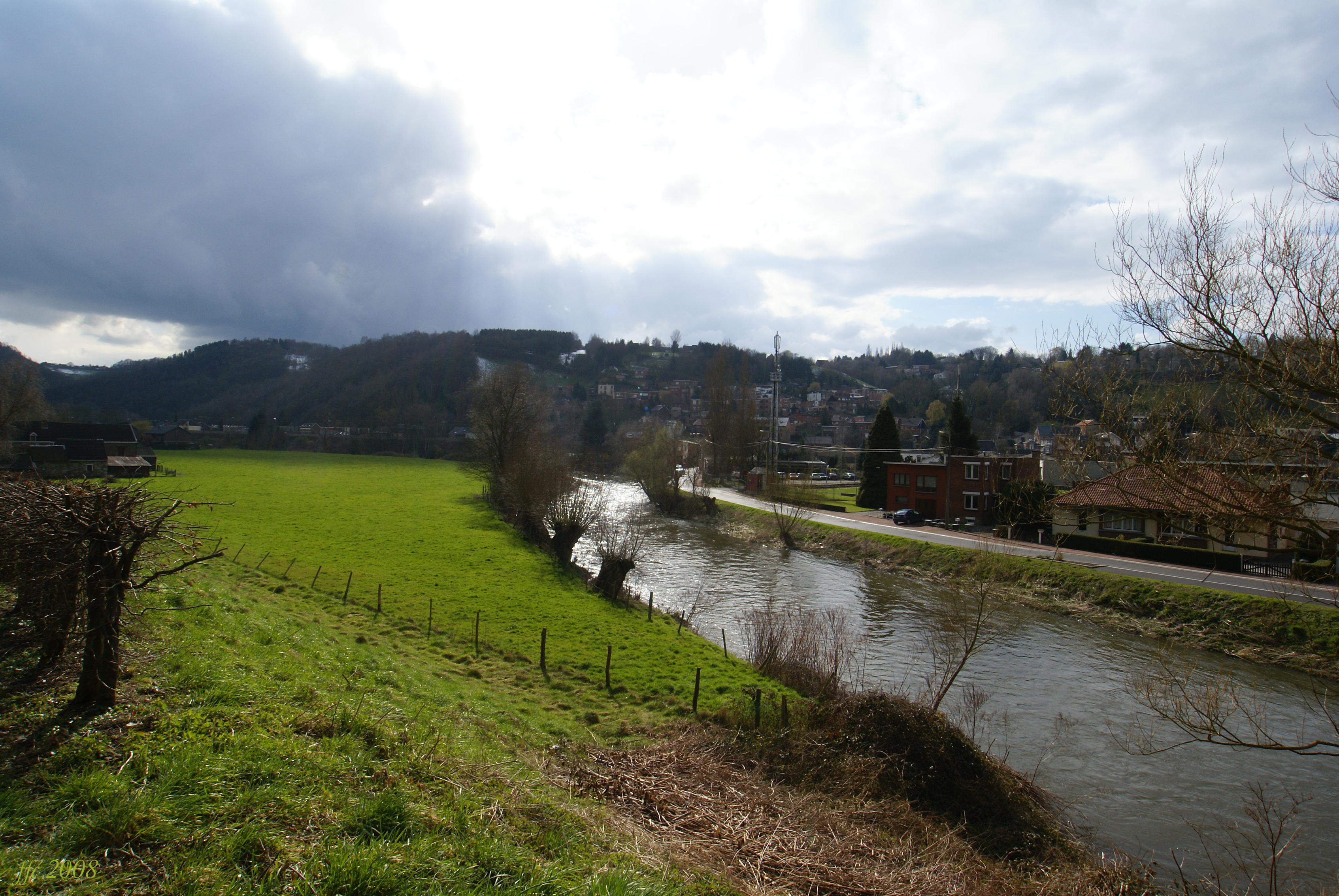
El Vesdre entre Vaux i Hauster